# Il dio del fiume
Il dio del fiume è un romanzo d'avventura di Wilbur Smith, ed è il primo di otto libri di una saga ambientata nella terra dei faraoni. Pubblicato nel 1993, è stato tradotto in italiano lo stesso anno.

## Trama
Manca poco alla festività di Osiride e la principessa Lostris, il giovane guerriero Tanus Harrab e il loro servo, l'eunuco Taita, partecipano a bordo del Soffio di Horus alla tradizionale caccia all'ippopotamo. Durante questa celebrazione, dove di solito si forma una grande folla alle rive del fiume, Taita perde le tracce dei due innamorati; dopo un'affannosa ricerca, li ritrova la sera stessa raccolti in preghiera nel tempio di Hapi, la dea del Nilo, situato su di un'isola, e capisce che stanno unendo il loro amore di fronte alla dea, cui Lostris è stata consacrata da bambina e alla quale è molto devota. Taita smentisce le iniziali preoccupazioni, ma Lostris coglie l'occasione per ordinargli di chiedere il consenso alla loro unione al padre di lei, il nobile Intef. Consapevole della risposta del visir, Taita presenta la richiesta, al che il padrone lo fa frustare dal suo fido Rasfer, episodio che gli ricorda molto la sua castrazione avvenuta anni fa. Per la festività di Osiride, fa parte del rituale eseguire la rappresentazione del mito della triade tebana, e il compito per l'esecuzione è affidato a Taita, che riscrive il copione e lo modernizza, con il consenso dei sacerdoti del dio e l'aggiunta dell'eccellente interpretazione di Lostris nella parte di Iside e Tanus nella parte di Horus, delle realistiche scenografie e degli episodi di vero combattimento e massacro, in cui un criminale, nei panni di Osiride, viene ucciso da Rasfer, nei panni di Seth, che lo taglia per davvero in quattordici pezzi davanti al pubblico ammutolito e affascinato. Alla fine della rappresentazione, però, Tanus sorprende tutti, compreso il Faraone Mamose VIII, proclamando un discorso che denuncia i problemi che affliggono l'Egitto. La notte seguente Tanus viene arrestato da Intef con l'accusa di ingiuria, senza opporre resistenza. Al termine della festività, il faraone, vedendo l'acclamazione del pubblico d'accordo con Tanus, decide di consegnargli il Sigillo del Falco e la missione di sgominare le Averle, un'organizzazione di briganti, entro due anni, una missione che gli vale la vita.
Alcuni giorni dopo la sua visita presso la sua tomba, dove Taita sta preparando il tempio funerario mastodontico e ricolmo di tesori che gli aveva richiesto per avere la certezza di una vita ultraterrena, il Faraone adocchia in modo particolare la giovane Lostris: Taita l'aveva involontariamente posta in risalto in quei giorni rappresentandone la bella figura che le aveva insegnato ad avere nei confronti degli altri per buona educazione, e ora Mamose la vuole come moglie per tentare nuovamente di avere un figlio maschio; Intef, che intendeva allontanarla da Tanus, coglie l'occasione e consente il matrimonio. Verso il finire della celebrazione, per vendicarsi del padre e soprattutto mantenere i legami di amicizia che aveva col suo schiavo, Lostris decide di chiedere come dono di nozze lo stesso Taita. Questo è un duro colpo per Intef, che contro la volontà del servo, che contava molto poco, l'aveva reso il suo braccio destro in ogni atto malavitoso che compiva, ma ora Taita ha il potere di smascherare le sue trame occulte in ogni momento. Tanus però scompare improvvisamente, e servo e padrona ne cercano subito le tracce.
Dopo diversi tentativi, Taita ritrova Tanus che, preso dalla disperazione credendo di aver perso Lostris per sempre, ha ceduto ai peggiori vizi e vive da ubriaco con una prostituta. Ma Taita ha il potere di percorrere i Labirinti, una via magica ed esoterica per vedere il futuro, cosa che però fa raramente a causa dell'estrema fatica; percorrendo i Labirinti, l'eunuco ha visto che a Mamose restano cinque anni di vita, dopo i quali lui e Lostris potranno stare insieme. Con questa speranza, Taita va da Tanus per fargli forza e convincerlo a ottemperare all'incarico affidatogli dal faraone, ossia sgominare le Averle e il loro capo, il misterioso Akh-Seth, entro due anni, e gli rivela la malvagità di Intef e il suo ruolo nella rovina del padre Pianki, dato che Tanus lo ha sempre ingenuamente creduto amico della famiglia Harrab. Sicuro dell'amore di Lostris e della visione di Taita, Tanus si fa coraggio e va avanti. L'Egitto però non è funestato solo dalle Averle, ma anche da uno scisma interno: quello comandato da Mamose è in realtà l'Alto Egitto, con capitale Tebe, mentre il Basso Egitto è controllato da un suo rivale, un usurpatore detto "il Pretendente Rosso", e da anni è preda di una guerra intestina.
Due anni dopo, grazie anche alle tattiche geniali di Taita, Tanus sconfigge le Averle, si guadagna la fama di semi-dio col nome di Akh-Horus e recluta il giovane Hui. Arriva persino a smascherare pubblicamente Intef, alias Akh-Seth, così che persino il protettore Mamose si ricrede. Rasfer viene giustiziato, mentre Intef tenta di fuggire e al tempo stesso di uccidere il trio dei protagonisti, salvo poi venire squartato dall'eunuco. In seguito, il regno di Mamose viene colpito da una tempesta, e Lostris e Tanus ne approfittano per stare insieme. Alla fine la giovane concepisce un figlio dallo spasimante, Memnone, il tanto sospirato erede maschio di Mamose; per mantenere il segreto come tale, Lostris continuerà i suoi doveri da consorte del Faraone, e la paternità del neonato resta nota solo al trio protagonista.
Passano altri tre anni: l'Alto Egitto è sempre più prospero e sereno, nonostante la guerra con il Pretendente Rosso continui, e Tanus ha riabilitato il nome del padre e continua a guadagnarsi onori. Un giorno, però, un nuovo popolo attacca l'Egitto, sconfiggendo il settentrione del Pretendente Rosso che muore in battaglia: si tratta degli Hyksos, guidati dal re nomade Salitis, e si dice che possiedano armi ignote agli egizi, in particolare dei carri con ruote dentate trasportate da demoni che nuotano tra le sabbie (in realtà cavalli, animali sconosciuti all'Egitto). Gli Hyksos conquistano così il Basso Egitto e poi attaccano anche l'altra metà del paese: durante uno scontro contro di loro, lo stesso Faraone Mamose viene ferito mortalmente da Salitis e muore dopo pochi giorni, compiendo la visione dei Labirinti. Lostris, Tanus e Taita sono costretti a fuggire insieme alla salma del Faraone e a ciò che resta del popolo, dell'esercito e della nobiltà, lasciando tutto l'Egitto agli Hyksos.
Durante il loro esilio, Lostris dà alla luce altre due figlie, Tehuti e Bakatha, mentre Taita riesce a replicare e persino a migliorare i carri e gli archi usati tanto efficacemente dagli Hyksos in battaglia. Durante la ricerca di un luogo adatto per seppellire il Faraone, Taita viene preso prigioniero da Arkoun, un capo etiope; durante la prigionia, fa amicizia con Masara, figlia di una dei capi rivali. Arriva presto un'alluvione e Taita ne approfitta per evadere, trova il padre di Masara e si allea con lui per salvare la figlia. Guida quindi la spedizione guidata da Tanus e composta da Memnone, ormai cresciuto: Arkoun viene sconfitto, ma Tanus, rimasto mortalmente ferito, spira sotto gli occhi disperati degli amici. L'ormai adulto Memnone, riconosciuto da Taita come nuovo Faraone d'Egitto e rinominato Tamose, si innamora e sposa Masara, il cui padre concede agli egizi un regalo di matrimonio di migliaia di cavalli, che saranno usati dagli egizi. Alla fine, con le loro nuove armi e tattiche, Tamose guida una spedizione vittoriosa e riconquista l'Alto Egitto da Elefantina a Tebe. Da lì, partirà una nuova campagna per la riconquista della patria perduta.

## Personaggi

### Principali
TaitaIl narratore del libro, è uno schiavo dotato di grandissima intelligenza, infinita curiosità e ingegno multiforme, tanto da rivelarsi un esperto in tutti i campi scientifici: è scriba, medico, architetto, inventore e artista. Eunuco, evirato in età adolescenziale, riserva un amore purissimo per la sua padrona, la nobile Lostris, per la quale è disposto a tutto. All'inizio del libro, è schiavo del nobile Intef, padre di Lostris, e viene poi ceduto a lei come dono di nozze quando sposa il faraone Mamose VIII. È molto legato anche a Tanus, amante e unico vero amore di Lostris, che considera come un fratello. Sebbene Tanus la ami quanto lui, se non di più, Taita protegge e favorisce il loro amore. Durante l'esodo è molto legato ai cavalli, sia quelli degli Hyksos sia quelli etiopi, che rispetto ai primi si rivelano più resistenti e forti.
LostrisLa bellissima e saggia figlia del perfido nobile Intef. Innamorata fin da piccolissima del giovane Tanus Harrab, è costretta a sacrificare il suo amore per sposare il faraone Mamose VIII. Grazie al suo schiavo Taita, Lostris riuscirà comunque a superare le difficoltà che le si parano davanti. È madre del principe ereditario dell'Egitto, Memnone, poi Tamose, e delle due principesse nate durante il viaggio verso la confluenza fra il Nilo Bianco e del Nilo Azzurro, Tehuti e Bakatha. Tutti e tre i figli sono concepiti con Tanus, ma il popolo crede siano prole del faraone.
TanusÈ il figlio del nobile Pianki Harrab, il quale è stato ucciso per conto del nobile Intef che voleva diventare visir al suo posto. È un guerriero formidabile e umile suddito del faraone. Innamorato di Lostris, cade in depressione quando lei sposa Mamose, ma grazie al fido Taita continuerà a combattere per servire il suo re e la sua regina. È il vero padre del principe ereditario Memnone a cui cederà, prima di morire, la spada azzurra sottratta poco prima di morire al capo etiope che lo ferì a morte prima di essere ucciso a sua volta da Tanus. Capo delle guardie del coccodrillo azzurro e, successivamente, di tutte le armate egizie, compirà grandi imprese e verrà ricordato come Akh-Horus (Fratello di Horus).

### Secondari
IntefIl malvagio padre di Lostris e visir d'Egitto, traditore della corona doppia. Possiede un palazzo a Karnak, presso Tebe, dove si circonda di giovani schiavetti di cui abusa sessualmente, tra cui rientrava anche Taita. Nemico giurato della famiglia Harrab di cui, per tutti questi anni, si è finto amico fidato, in realtà è Akh-Seth (Fratello di Seth), il capo occulto di tutte le Averle, cioè le bande di predoni che infestano l'Egitto.
RasferIl servo di Intef e carnefice di stato. Ha castrato lui lo schiavo Taita, su ordine di Intef;
Mamose VIIIIl vecchio faraone e marito di Lostris, uomo mite e gentile, ma dalla mentalità ristretta e basata sulla speranza di una dignitosa vita nell'oltretomba e di un figlio maschio, che mai è riuscito ad avere.
MemnoneFiglio di Lostris e Tanus, anche se crede di essere figlio di Mamose VIII. Verrà concepito in una grotta della necropoli di Tras durante una caccia coi ghepardi;
MasaraUna giovane etiope della quale Memnone si innamora. Verrà istruita da Taita, che le insegnerà l'egizio.
Kratas, Remrem e AstesSono tre generali dell'armata egizia provenienti dal reggimento del coccodrillo azzurro; il primo in particolare è molto legato a Tanus, inizialmente comandante di tale reggimento.
AtonGuardiano dell'harem del faraone, anche lui è eunuco ed è, anche per questo, molto amico di Taita.
HuiEx-Averla, graziato da Tanus per essersi pentito e aver collaborato per l'annientamento delle bande. Conosce bene i cavalli perché da bambino venne rapito e portato nelle pianure orientali, oltre l'Eufrate, dove lavorò come stalliere; ciò gli permetterà di aiutare Taita a introdurre il cavallo tra gli egizi, prima di allora da loro sconosciuto.
SalitisIl crudele re-nomade del popolo degli Hyksos, attacca l'Alto e il Basso Egitto uccidendo sia Mamose che il Pretendente Rosso, grazie alle tattiche di guerra con i cavalli, bestie sconosciute presso gli Egizi. Costringerà Lostris, Tanus, Taita e gran parte del popolo egizio all'Esodo e all'Esilio nel deserto, mentre dominerà con pugno di ferro il paese. Passeranno vent'anni prima che Lostris e Memnone, ormai in grado di regnare, possano tornare nel paese.
Beni-Jon e ArkounSono due re etiopi; il primo, re-sacerdote, è padre di Masara, e il secondo è il rapitore di quest'ultima; Beni-Jon diventerà alleato di Taita e Lostris, fino a concedere la mano della figlia a Memnone dopo che sarà stata liberata da Arkoun.
Tehuti e BakathaLe figlie di Tanus e Lostris, concepite durante l'Esodo e l'Esilio del popolo egizio, vengono dichiarate "concepite dal fantasma del re Mamose".

## Edizioni
- Wilbur Smith, Il dio del fiume, collana La Gaja Scienza, traduzione di Roberta Rambelli, , Longanesi, 15 febbraio 1993,  p. 600, ISBN 978-88-304-1129-6.

- Wilbur Smith, Il dio del fiume, traduzione di Roberta Rambelli, TEA, gennaio 2003,  p. 600, ISBN 978-88-7818-875-4.

- Wilbur Smith, Il dio del fiume, collana BestTEA, traduzione di Roberta Rambelli, tascabile, TEA, 15 maggio 2014,  p. 600, ISBN 978-88-502-3580-3.

- Wilbur Smith, Il dio del fiume, collana I grandi della TEA, traduzione di Roberta Rambelli, tascabile, , TEA, 4 maggio 2017,  p. 514, ISBN 978-88-502-4606-9.

- Wilbur Smith, Il dio del fiume, collana SuperTEA, traduzione di Roberta Rambelli, tascabile, TEA, 31 maggio 2018,  p. 600, ISBN 978-88-502-5026-4.

- Wilbur Smith, Il dio del fiume, collana Super TEA Plus, traduzione di Roberta Rambelli, tascabile, TEA, 14 novembre 2019,  p. 600, ISBN 978-88-502-5572-6.

- Wilbur Smith, Il dio del fiume, collana Super TEA Plus, traduzione di Roberta Rambelli, tascabile, Super TEA, TEA, 5 luglio 2022,  p. 600, ISBN 978-88-502-6399-8.

- Wilbur Smith, Il dio del fiume, traduzione di Seba Pezzani, edizione 30º anniversario, HarperCollins Italia, 28 novembre 2023,  p. 880, ISBN 9791259852625.